# Ruta 5 (Uruguai)
La Ruta 5 Brigadier General Fructuoso Rivera (R5) és una de les autovies i carreteres més importants de l'Uruguai i una de les més llargues, després de la Ruta 3. Neix a la ciutat de Montevideo, amb direcció nord i nord-est, i travessa els departaments de Montevideo, Canelones, Florida, Durazno, Tacuarembó i Rivera. A més connecta les poblacions i capitals departamentals de Canelones, Florida, Sarandí Grande, Durazno, Paso de los Toros, Tacuarembó i Rivera.
Amb un recorregut de gairebé 500 km, la ruta 5 és transitada també per turistes amb destinació Rivera-Santana do Livramento (Brasil). A l'altura de Tacuarembó, s'està avaluant posar semàfors per reduir els accidents de trànsit.
La distància de la ruta segueix com a referència el quilòmetre zero, igual que les rutes 1, 3, 6, 7, 8, 9 i IB, el qual és el Pilar o Estàtua de la Llibertat de la Plaça de Cagancha, al barri Centro de Montevideo.

## Destinacions i encreuaments

Ruta 5.

Aquestes són les poblacions sobre les quals passa la Ruta 5, així com els principals encreuaments amb altres rutes i carreteres nacionals i internacionals.
Departament de Montevideo
- 10 km després de l'encreuament amb la Ruta 1, prop de l'Aeroport Internacional Ángel S. Adami, la Ruta 102 connecta amb l'Aeroport Internacional de Carrasco.

Departament de Canelones
- km. 33 Villa Felicidad.
- km. 47 Canelones, Ruta 11 sud-est a l'Atlántida i nord-oest a San José de Mayo.

Departament de Florida
- km. 75 Mendoza
- km. 94 Ruta 12 sud-est a Minas i Punta Ballena
- km. 98 Florida
- km. 143 Sarandí Grande

Departament de Durazno
- km. 183 Durazno, Ruta 14 est a Sarandí del Yí i La Coronilla (Costa de Rocha), oest a Trinidad i Mercedes

Departament de Tacuarembó
- km. 249 Paso de los Toros
- km. 265 Ruta 20 a Fray Bentos
- km. 390 Tacuarembó, Ruta 26 oest i sud-oest a Paysandú, est i sud-est a Melo

Departament de Rivera
- km. 458 Ruta 30 nord-oest a Artigas
- km. 496 Ruta 27 sud-est a Vichadero i Ruta 6
- km. 501 Rivera - connecta amb les carreteres federals brasileres de BR-158 i BR-293.